# Iowa (албум)
Iowa (на български: Айова) е вторият албум на Слипнот. Албумът е издаден на 28 август 2001 от Roadrunner Records. Името на албума се отнася към името на щата, от който е групата (може да се каже, че цялата група е от Des Moines, Айова). Обложката на албума показва главата на коза, образ който е включен в техните лайв изпълнения, в костюмите им и в клипа към песента „Left Behind“. Символизира факта, че групата се е почувствала като изкупителна жертва  след първия си албум (Slipknot).
Съществуват и други интерпретации на използвания образ, например асоциирането на козела със Сатаната. Кори (вокал на групата) твърди: „пълни глупости, това е просто животно.“

## Записване на Албума
Албумът е записан и продуциран в Sound City във Лос Анджелис, Калифорния, отново с Рос Робинсън като продуцент.   Работа над албума започва през октомври 2000 година като Джоуи Джордисън и Пол Грей пишат материал за по-голямата част от албума без почивка водейки до доста раздразнение.
Други фактори като алкохолизма на Кори Тейлър, пристрастяването на много от членовете към наркотици и проблеми с мениджмънта влияят на отношенията между музикантите.
Процесът на записване е описан като адски от членовете на групата, след като стават метал звезди в рамките на дни без никакъв план, очакванията към тях стават огромни. "Нямаше нищо щасливо за Айова", описва вокалиста Кори Тейлър.
Това е първият албум в който участва китариста Джим Руут, казвайки че целият процес е бил "страшен, но и вълнуващ...".
Целият албум е пълен с емоции, подсилвайки вокалните изпълнения на Кори Тейлър. Той се поставял в различни ситуации ,за да постигне нужните изпълнения.За записването на някои от песните се принуждавал да ходи гол, а при записването на последната песен от албума освен липсата на дрехи, Тейлър повръща върху себе си и се реже със парчета стъкло. По негови думи за да се създаде нещо велико, трябва преди това нещо да бъде разрушено.
Продуцента Рос Робинсън също така счупва гърба си в инцидент на колело, завръщайки се в студиото след само ден в болницата, допринасяйки към болката осещаща се в албума.

## Музикални и Лирически Теми
Обещанието за албума от началото е било нещо по-тежко от дебютният им албум  и това било напълно спазено.
Албумът е по-тежък и брутален от предишния, но и по-техничен и емоционален и омразен. Вместо хаос, Рос Робинсън  се опитва да покаже техничната страна на групата. В албумът се използва разширен състав на групата, допълнителни барабанисти и музикални програмисти. Всички честоти са запълнени с DJ драскане, далечно звучащи викове, допълнителни перкусии и тонове от китара. Той е хвален точно за тези си качества от публикации като NME.
Освен заради своята сложност албумът е критически хвален като един от малкото мейнстриим записи в които има така наречени Бласт Бийтове.
Въпреки че това е най-тежкият им албум в него присъства и мелодия, и обичайните за тях хип-хоп елементи, макар и в по-малка степен. Сингълите "My Plague" и "Left Behind" са най-мелодични  и притежават  доста големи хип-хоп примеси за разлика от доста "Death"Метъл  и "Hardcore" Пънк влиянията в песни като "Disasterpiece", "People=Shit" и "The Heretic Anthem".
Лирическите теми в Iowa следват в стъпките на предишния албум, в стила на Кори Тейлър. Използват се множество метафори в песните, за да се опишат теми като мизантропия, солипсизъм, отврaщение, гняв и психоза. 

## Рекламиране, Турнета и Критически Отзвук
Оригиналната дата за излизането на албума е 19 Юни 2001g., но заради забавяния в миксирането му датата бива изместена към 28 Август. Това създава обърквания и отмяна на едно от турнетата в подкрепа на албума.
Спекулации относно името на албума има почти до датата на излизането му, като едно от възможните имена според феновете е "Nine Men, One Mission" - "Девет Мъже, Една Мисия". Крайното име на албума e препратка към родният им щат - Айова, нещото което според членове на групата води тяхната музикална и творческа посока. Освен името на албума, първата му песен - (515) ,също е свързана с щата Айова като това е пощенският код на централна Айова и град Де Мойн, там от където е групата и също така столицата на щата.
Песни от албума се появяват в филмите "Rollerball" и "Resident Evil", а турнетата следващи албума се простират по целия свят.
Критическата рецепция на албума е огромно позитивна. Във същата година става платинен в САЩ и Канада и златен в Великобритания. В чартовете стига Топ 3 във Австралия, Великобритания и чартовете на Billboard.
Две от песните биват номинирани за награди Grammy през 2002 и 2003.

## Списък на песните в албума
- 1 „(515)“ – 0:59
- 2 „People = Shit“ – 3:35
- 3 „Disasterpiece“ – 5:08
- 4 „My Plague“ – 3:39
- 5 „Everything Ends“ – 4:14
- 6 „The Heretic Anthem“ – 4:14
- 7 „Gently“ – 4:54
- 8 „Left Behind“ – 4:06
- 9 „The Shape“ – 3:37
- 10 „I Am Hated“ – 2:37
- 11 „Skin Ticket“ – 6:41
- 12 „New Abortion“ – 3:36
- 13 „Metabolic“ – 3:59
- 14 „Iowa“ – 15:03

## Интересни факти около албума
- Името на песента „515“ е кодът, който се слага преди набиране на номер от Des Moines Айова т.е. родния град на членовете от групата.

- В японската версия на албума има допълнително лайв парче, „Liberate“ от едноименния албум.

## Чарт постижения

### Албум
| Позиция на албума Iowa | Позиция на албума Iowa | Позиция на албума Iowa | Позиция на албума Iowa |
| Година                 | Чарт                   | Най-високо място       |                        |
| ---------------------- | ---------------------- | ---------------------- | ---------------------- |
| 2001                   | Билборд                | 3                      |                        |
| 2001                   | UK Albums Chart        | 1                      |                        |
| 2001                   | Canadian Music Charts  | 92                     |                        |
| 2001                   | Top Internet Albums    | 6                      |                        |

### Сингли
| Позиция на синглите от албума Iowa | Позиция на синглите от албума Iowa | Позиция на синглите от албума Iowa | Позиция на синглите от албума Iowa |
| година                             | Име на Сингъла                     | Чарт                               | Най-високо място                   |
| ---------------------------------- | ---------------------------------- | ---------------------------------- | ---------------------------------- |
| 2001                               | Left Behind                        | Mainstream Rock Tracks             | 30                                 |
| 2002                               | My Plague                          | Mainstream Rock Tracks             | 34                                 |